# Friedrich Stromer von Reichenbach
Carl Emil Friedrich „Fritz“ Freiherr Stromer von Reichenbach, auch von Stromer-Reichenbach (* 4. März 1867 in Nürnberg; † 21. Juni 1940 in München), war ein deutscher Privatgelehrter und Geschichtsphilosoph. Er vertrat ein deterministisches bzw. historizistisches Geschichtsbild. Seine Lehre bezeichnete er als „Historionomie“.

## Leben
Friedrich Stromer von Reichenbach, Spross des Nürnberger Patrizier- und bayerischen Adelsgeschlechts Stromer von Reichenbach, war Sohn des Nürnberger Bürgermeisters Otto Stromer von Reichenbach und dessen Ehefrau Bertha, Freiin von Beust (* 1842). Sein Bruder war der Paläontologe Ernst Stromer von Reichenbach.
Stromer von Reichenbach wuchs auf dem elterlichen Schloss Grünsberg bei Altdorf im Nürnberger Land auf. Über seinen Bildungsweg ist wenig bekannt. Das Gothaische Genealogische Taschenbuch der freiherrlichen Häuser führte ihn 1892 als Rechtspraktikanten in München auf. Spätestens 1919 leitete er ein „Wissenschaftliches Institut für Historionomie“, in dem er Geschichtsphilosophie und „Statistik der Geschichtsdaten“ betrieb und unter Annahme einer Periodizität „Gesetze der Entwicklung der Menschheit“ im Sinne einer Kulturzyklentheorie zu erforschen versuchte, mit deren Hilfe der Verlauf der Geschichte zu „berechnen“ sei.
Heinrich Lhotzky, der Verleger Stromer von Reichenbachs, wies 1919 im Vorwort zu dessen Schrift Was wird? auf Max Kemmerichs Buch Das Kausalgesetz der Weltgeschichte (1913) sowie eine Mitteilung des deutschamerikanischen Assyriologen Hermann Volrath Hilprecht aus dem Jahr 1919 hin und behauptete, dass Stromer von Reichenbach, Kemmerich und Hilprecht „den gleichen Gedanken auf verschiedenen Wegen unabhängig voneinander gefunden“ hätten. Ernst Meister rezipierte Stomer von Reichenbach 1928 als Vertreter einer Gruppe, die das historische Geschehen durch Naturgesetze als bestimmt ansähe, und bezeichnete dessen „Historionomie“ als die „extremste und zugleich absurdeste Form einer solchen historischen Gesetzesbildung“.
Stromer von Reichenbachs Hauptnachlass wurde 1945 durch Kriegseinwirkungen zerstört. Ein Manuskript über „Gesetze der Menschheitsgeschichte“ verwahrt das Stromer von Reichenbachsche Archiv Grünsberg.

## Schriften (Auswahl)
- Deutsche, verzaget nicht! Eine geschichtsphilosophische Prophezeiung zum Weltkrieg. Hans-Sachs-Verlag, München und Leipzig 1914.
- Was wird? Vorausberechnung der deutschen Revolutions-Entwickelung. Lhotzky, Ludwigshafen am Bodensee 1919 (Digitalisat); 2. Auflage: H. Reichstein, Düsseldorf-Unterrath 1926.
- Was ist Weltgeschichte? Zukunftsgedanken. Lhotzky, Ludwigshafen am Bodensee 1919 (Digitalisat).
- Historionomische Ausblicke.
  - Teil 1: In höchster Not. Deutschlands Errettung. Linser-Verlag, Berlin-Pankow 1923.
  - Teil 2: Berechnung der Zukunft des indisch-britischen Weltreiches. Linser-Verlag, Berlin-Pankow 1923.
- Deutschlands nächste politische Zukunft. Berechnet auf Grund der Historionomie. Historionomischer Verlag, Konstanz 1924.
- Historionomie, ihr Wesen und ihre Bedeutung. Ein wissenschaftlicher Versuch. Historionomischer Verlag, Konstanz 1924.
- Der Krieg im Stillen Ozean und der große Farbigen-Aufstand. Eine historionomisch-politische Zukunftsschau. Historionomischer Verlag, Konstanz 1924.
- Der deutsche Fürstenspiegel. Spielmann-Verlag, Leipzig 1925.
- Erfüllte Voraussagen der Historionomie. 1933.
- Sind weltgeschichtliche Begebenheiten berechenbar? Die deutsch-französischen Ereignisse von 1870/71 im Lichte der Historionomie. Das geschichtliche Gesetz des Springerzuges. Historionomischer Verlag, Konstanz 1935; ins Französische übersetzt durch den Historiker Gaston Georgel (1899–1988) unter dem Titel Le Loi de L’Histoire (Historionomie). Application à la Guerre 1870–1871. Cahiers astrologiques, Nizza 1949.